# Vouthon
Vouthon é uma comuna francesa na região administrativa da Nova Aquitânia, no departamento de Charente. Estende-se por uma área de 10,38 km². Em 2010 a comuna tinha 416 habitantes (densidade: 40,1 hab./km²).